# ولفگانگ اویرات
ولفگانگ اویرات (به آلمانی: Wolfgang Overath) بازیکن فوتبال و هافبک اهل آلمان است که از سال ۱۹۶۳ میلادی عضو تیم ملی فوتبال آلمان بوده‌است. وی در ۸۱ بازی ملی حضور داشته است و آخرین بازی ملی خود را در سال ۱۹۷۴ میلادی انجام داد. بر اساس شایعاتی گفته میشود او همسری ایرانی نیز داشته به نام صدیقه و فرزندی به نام مهدی . ولفگانگ اویرات در بازی‌های ملی‌اش ۱۷ گل به ثمر رساند.